# Kabinet-Prodi I
Het kabinet-Prodi I in Italië werd op 18 mei 1996 gevormd, na de overwinning van de Olijfboomcoalitie bij de verkiezingen van 1996. De regering bleef aan tot 21 oktober 1998.
De partijen die deel uitmaakten van de coalitieregering waren:
- Democratici di Sinistra (democratisch-socialistisch)
- Partito Popolare Italiano (centrumlinks christendemocratisch)
- Rinnovamento Italiano (sociaalliberaal)
- Federazione dei Verdi (groen)
- Socialisti Italiani (sociaaldemocratisch)
- Unione Democratica (Sociaalliberaal)

Daarnaast maakten 4 partijloze ("technocratische") ministers deel uit van het kabinet, en ook één persoon van de centrumrechtse Forza Italia.
De regering had ook de steun van de Partito della Rifondazione Comunista, de links-liberale Republikeinse Partij van Italië, de sociaaldemocratische Movimento per la Democrazia – La Rete, de Südtiroler Volkspartei en een aantal kleine partijtjes, die later opgingen in Democratici di Sinistra.

## Verloop en val van de regering
De regering focuste zich op het herstel van de economie, waarmee de vorige regering-Dini mee was begonnen, om te voldoen aan de voorwaarden voor toetreding tot het Europees Monetair Stelsel, en de invoering van de euro. De regering viel 21 oktober 1998 toen de Partito della Rifondazione Comunista haar steun uit de regering trok. Dit leidde tot de vorming van een nieuwe regering, onder leiding van Massimo D'Alema.

## Kabinet–Prodi I (1996–1998)
| Ambtsbekleder                              | Ambtsbekleder        | Ambtsbekleder                    | Functie                                 | Ambtstermijn     | Ambtstermijn     | Partij        |
| ------------------------------------------ | -------------------- | -------------------------------- | --------------------------------------- | ---------------- | ---------------- | ------------- |
|                                            | Romano Prodi         | Romano Prodi (1939)              | Premier                                 | 17 mei 1996      | 21 oktober 1998  | O             |
|                                            | Walter Veltroni      | Walter Veltroni (1955)           | Vicepremier                             | 17 mei 1996      | 21 oktober 1998  | PDS (1996–98) |
|                                            | Walter Veltroni      | Walter Veltroni (1955)           | Minister van Cultuur                    | 17 mei 1996      | 21 oktober 1998  | DS (1998)     |
|                                            | Giorgio Napolitano   | Giorgio Napolitano (1925–2023)   | Minister van Binnenlandse Zaken         | 17 mei 1996      | 21 oktober 1998  | PDS (1996–98) |
|                                            | Giorgio Napolitano   | Giorgio Napolitano (1925–2023)   | Minister van Binnenlandse Zaken         | 17 mei 1996      | 21 oktober 1998  | DS (1998)     |
|                                            | Lamberto Dini        | Lamberto Dini (1931)             | Minister van Buitenlandse Zaken         | 17 mei 1996      | 5 juni 2001      | RI            |
|                                            | Vincenzo Visco       | Vincenzo Visco (1942)            | Minister van Financiën                  | 17 mei 1996      | 25 april 2000    | PDS (1996–98) |
|                                            | Vincenzo Visco       | Vincenzo Visco (1942)            | Minister van Financiën                  | 17 mei 1996      | 25 april 2000    | DS (1998)     |
|                                            |                      | Carlo Azeglio Ciampi (1920–2016) | Minister van de Schatkist en het Budget | 17 mei 1996      | 13 mei 1999      | O             |
|                                            | Giovanni Maria Flick | Giovanni Maria Flick (1940)      | Minister van Justitie                   | 17 mei 1996      | 21 oktober 1998  | O             |
|                                            | Pier Luigi Bersani   | Pier Luigi Bersani (1951)        | Minister van Economische Zaken          | 17 mei 1996      | 22 december 1999 | PDS (1996–98) |
|                                            | Pier Luigi Bersani   | Pier Luigi Bersani (1951)        | Minister van Economische Zaken          | 17 mei 1996      | 22 december 1999 | DS (1998)     |
|                                            | Beniamino Andreatta  | Beniamino Andreatta (1928–2007)  | Minister van Defensie                   | 17 mei 1996      | 21 oktober 1998  | PPI           |
|                                            | Rosy Bindi           | Rosy Bindi (1951)                | Minister van Volksgezondheid            | 17 mei 1996      | 26 april 2000    | PPI           |
|                                            | Tiziano Treu         | Tiziano Treu (1939)              | Minister van Arbeid en Sociale Zaken    | 17 januari 1995  | 21 oktober 1998  | RI            |
|                                            | Luigi Berlinguer     | Luigi Berlinguer (1932–2023)     | Minister van Onderwijs                  | 17 mei 1996      | 26 april 2000    | PDS (1996–98) |
| Minister van Hoger Onderwijs en Wetenschap | Luigi Berlinguer     | Luigi Berlinguer (1932–2023)     |                                         | 17 mei 1996      | 26 april 2000    | PDS (1996–98) |
|                                            | Luigi Berlinguer     | Luigi Berlinguer (1932–2023)     | DS (1998)                               | 17 mei 1996      | 26 april 2000    |               |
|                                            | Claudio Burlando     | Claudio Burlando (1954)          | Minister van Transport                  | 17 mei 1996      | 21 oktober 1998  | PDS (1996–98) |
|                                            | Claudio Burlando     | Claudio Burlando (1954)          | Minister van Transport                  | 17 mei 1996      | 21 oktober 1998  | DS (1998)     |
|                                            | Antonio Di Pietro    | Antonio Di Pietro (1950)         | Minister van Infrastructuur             | 17 mei 1996      | 20 november 1996 | O             |
|                                            |                      | Paolo Costa (1943)               | Minister van Infrastructuur             | 20 november 1996 | 21 oktober 1998  | O             |
|                                            | Michele Pinto        | Michele Pinto (1931)             | Minister van Landbouw                   | 17 mei 1996      | 21 oktober 1998  | PPI           |
|                                            | Edo Ronchi           | Edo Ronchi (1950)                | Minister van Milieu                     | 17 mei 1996      | 26 april 2000    | FdV           |
|                                            | Antonio Maccanico    | Antonio Maccanico (1924–2013)    | Minister van Communicatie               | 17 mei 1996      | 21 oktober 1998  | UD            |

## Ministers
| Functie                                                        | persoon                            | Partij                  |
| -------------------------------------------------------------- | ---------------------------------- | ----------------------- |
| Internationale handel                                          | Augusto Fantozzi                   | Rinnovamento Italiano   |
| Bestuurlijke en regionale zaken (Minister zonder portefeuille) | Franco Bassanini                   | Democratici di Sinistra |
| Sociale solidariteit (Minister zonder portefeuille)            | Livia Turco                        | Democratici di Sinistra |
| Gelijke kansen (Minister zonder portefeuille)                  | Anna Finocchiaro                   | Democratici di Sinistra |
| Parlementaire rapportage (Minister zonder portefeuille)        | Giorgio Bogi (Vanaf 14 maart 1997) | Democratici di Sinistra |
| Siciliaanse zaken (President van de Siciliaanse regering)      | Giuseppe Provenzano                | Forza Italia            |